# Luise Danz
Luise Helene Elisabeth Danz (ur. 11 grudnia 1917 Walldorf, zm. 21 czerwca 2009) – niemiecka nadzorczyni SS (SS-Aufseherin) w hitlerowskich obozach koncentracyjnych i zbrodniarka wojenna.

## Życiorys
Urodziła się w Walldorfie (Turyngia). Przed rozpoczęciem służby w obozach pracowała na poczcie. Na podstawie umowy z SS została w lutym 1943 zatrudniona w obozie koncentracyjnym Ravensbrück jako cywilna urzędniczka kontraktowa. Od 1944 do końca wojny pełniła służbę kolejno w obozach koncentracyjnych: Majdanek, Plaszow, Auschwitz-Birkenau i Malchow.
We wszystkich tych obozach Danz wyróżniała się okrucieństwem, brutalnie traktując więźniarki (w tym dzieci i kobiety ciężarne). Oprócz ich nieustannego bicia, maltretowała je też na inne sposoby: przeprowadzając męczące apele czy dokonując niespodziewanych rewizji, konfiskując odzież, którą więźniarki zdobyły na zimę. Jednak największe zbrodnie Danz popełniła pod koniec wojny w Malchow (Danz pełniła tam funkcję Oberaufseherin – starszej nadzorczyni), zwłaszcza podczas ewakuacji tego obozu i transportu więźniarek do Lipska. Wówczas, w ostatnich trzech miesiącach dopuściła, by więźniarki nie otrzymywały na czas transportu pożywienia i głodowały przez trzy dni. Oprócz tego, 2 kwietnia 1945 w Malchow miała spowodować śmierć (przez zadeptanie) małej dziewczynki.
Ponadto Danz, jako członek sztabu komendantury obozu koncentracyjnego w Majdanku, miała przywilej noszenia broni palnej (mało znany fakt odnośnie do służby nadzorczyń SS). O Danz po wojnie wypowiadały się m.in. więźniarki Danuta Brzosko-Mędryk, która stwierdziła, iż dręczenie i sprawianie bólu osadzonych kobiet sprawiało Danz przyjemność oraz Halina Nelken, która zeznała, że Danz była odpowiedzialna za straszliwy głód, dręczenie szykanami, brak higieny i lekarstw. Wszystko to świadczyło o jej nieludzkim charakterze i nienawistnym stosunku do więźniarek.
Za zbrodnie popełnione w Majdanku i Auschwitz Danz została skazana 22 grudnia 1947 przez polski Najwyższy Trybunał Narodowy w pierwszym procesie oświęcimskim (trwającym od 24 listopada do 16 grudnia 1947) na karę dożywotniego pozbawienia wolności. Jednak 20 sierpnia 1957 została amnestionowana i wypuszczona z więzienia. Natomiast od 1996 toczył się w Niemczech proces, w którym Danz została oskarżona o spowodowanie śmierci wspomnianej dziewczynki w Malchow. Ostatecznie jednak w 1997 postępowanie umorzono ze względu na stan zdrowia oskarżonej.